# Gilli Smyth

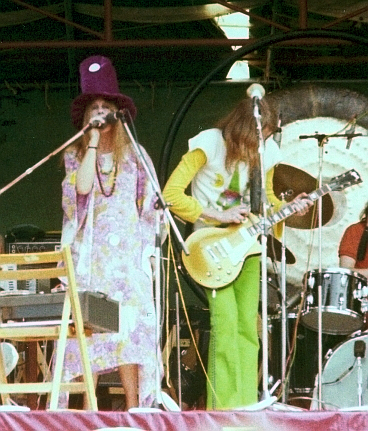
Gilli Smyth und Daevid Allen 1974

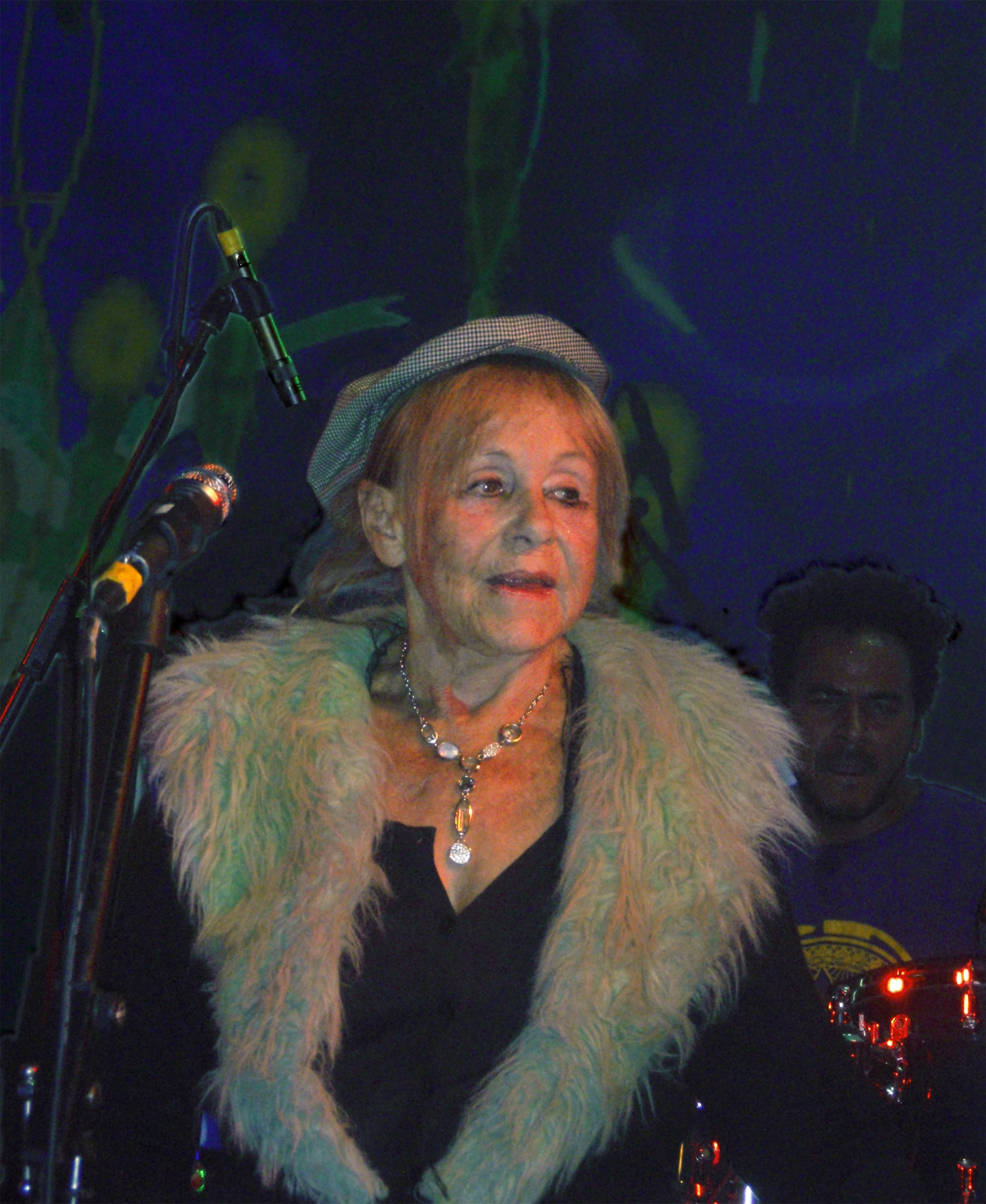
Gilli Smyth 2009

Gillian Mary „Gilli“ Smyth (* 1. Juni 1933 in London; † 22. August 2016 in Byron Bay, Australien) war eine britische Musikerin (Sprechgesang) und Autorin. Mit Daevid Allen gründete sie die Band Gong, später hatte sie ihre eigenen Bands Mother Gong und Mother Matrices. Sie veröffentlichte mehrere Bücher und produzierte mehrere Alben ihrer Bands. Während ihrer Zeit bei Gong verwendete sie bisweilen das Pseudonym Shakti Yoni.

## Biografie
Nach ihrer Collegezeit in London, einem ersten Buch 1966 und einer kurzen Ehe, aus der ein Kind erwuchs, ging Smyth nach Paris. Sie lernte Daevid Allen kennen, der 1967 mit der Band Soft Machine in Frankreich auf Tour war. Als Allen wegen Visumsproblemen die Rückreise nach England verweigert wurde, gründeten die beiden die Band Gong. Smyth schrieb Texte für die Band, die sie bei Auftritten in einer Space Whisper genannten Sprechweise vortrug. 1969 erschien das erste Album der Gruppe.
1974 verließ Smyth, jetzt Mutter zweier Kinder, die Band und begann an einer Solokarriere zu arbeiten. 1978 kam ihr erstes Soloalbum Mother heraus, produziert von Daevid Allen. Die Band, mit der sie anschließend auf Tour ging, bekam den Namen Mother Gong. Die Gruppe, zeitweise in Australien beheimatet, war bis 1991 aktiv.
Anfang der 1990er trat Gilli Smyth häufig solo auf. Sie arbeitete auch wieder mit der Band Gong, die seit 1991 erneut unter diesem Namen auftrat. 1995 bildete sie mit Stephan Lewry das Duo GLO (Goddesses Love Orange) und 1996 machte sie mit der Band Goddess T Aufnahmen. 1999 entstand die Band Mother Matrices.
Neben ihren musikalischen Aktivitäten veröffentlichte Gilli Smyth mehrere Bücher, teils mit ihren Songtexten, Gedichten und Gedanken, teils mit Rückblicken auf ihre musikalische Arbeit.
Smyth starb am 22. August 2016 in ihrer Wahlheimat Australien an den Folgen einer Lungenentzündung.

## Diskografie (Auswahl)
Mit Gong:
- 1971: Camembert Electrique
- 1973: Angel’s Egg
- 1973: Flying Teapot
- 1974: You

Solo:
- 1978: Mother
- 1990: Stroking the Tail of the Bird (mit Harry Williamson und Daevid Allen)
- 1993: Every Witches Way
- 2001: It’s All a Dream
- 2005: Short Tales & Tall (mit Daevid Allen)
- 2012: Paradise

Mit Acid Mothers Gong:
- 2006: Live Tokyo